# Zentrifuge

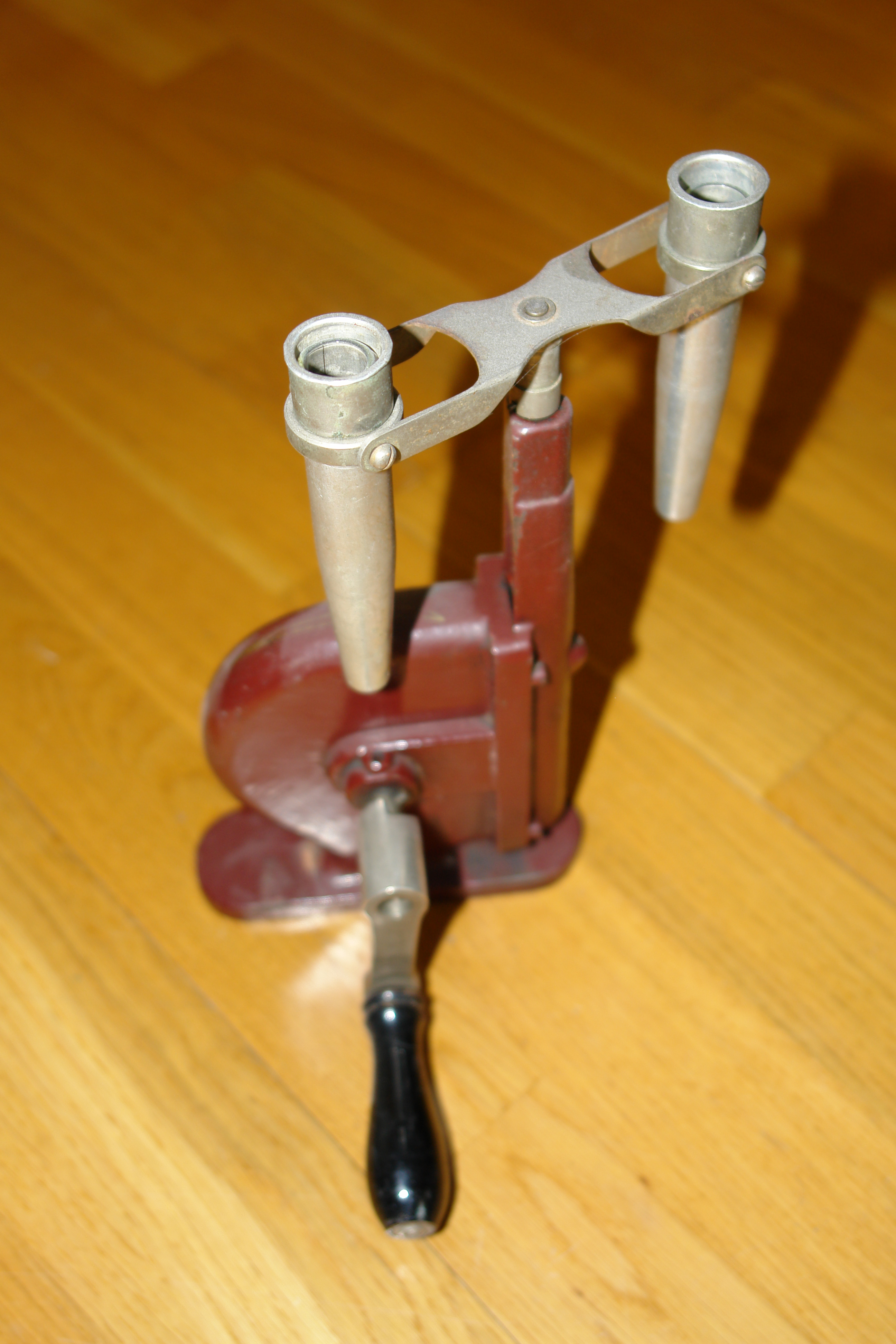
Zentrifuge mit Handkurbel

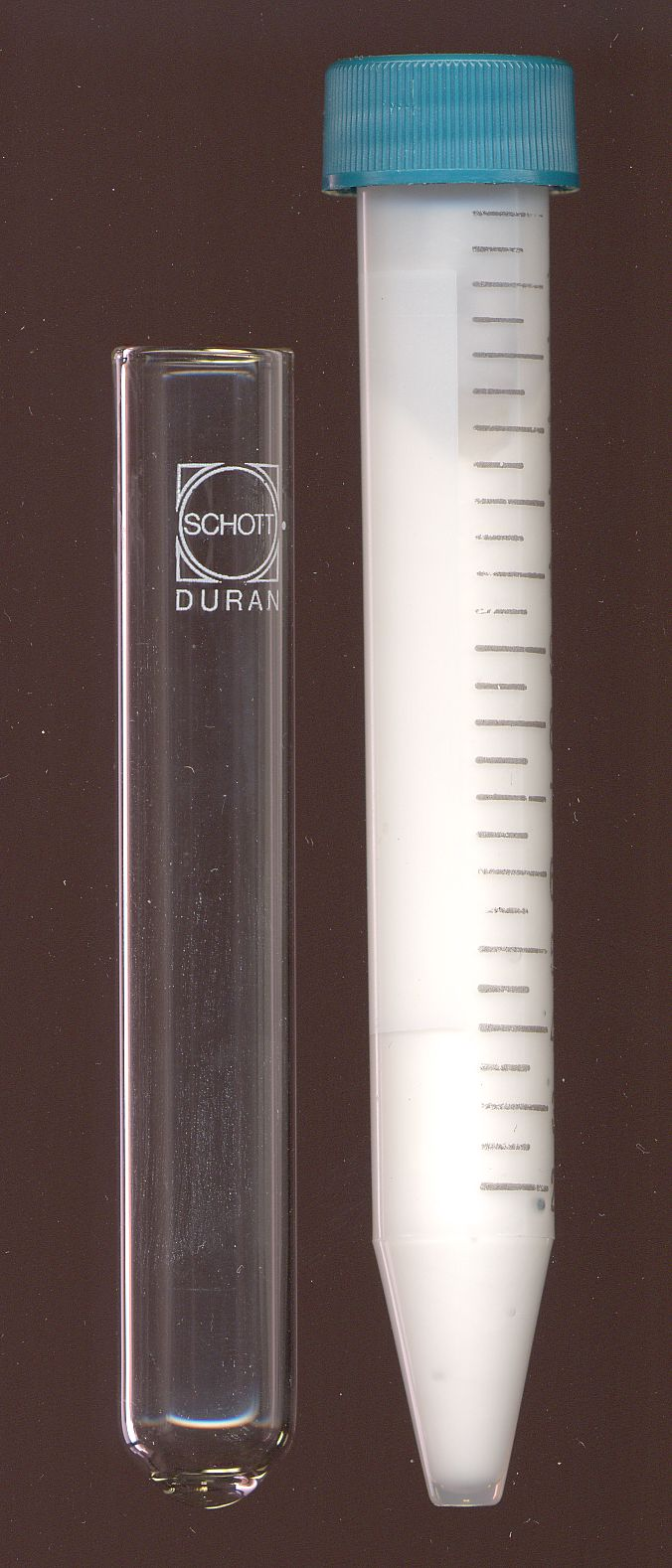
Zentrifugengläser aus Glas und Kunststoff (mit Schraubdeckel und Graduierung)

Die Zentrifuge ist ein technisches Gerät, das unter Ausnutzung der Massenträgheit arbeitet; die Funktionsweise beruht auf der Zentrifugalkraft, die aufgrund einer gleichförmigen Kreisbewegung des zu zentrifugierenden Gutes zustande kommt. Das wird zur Stofftrennung genutzt, ein ähnliches Verfahren verwendet der Fliehkraftabscheider.
Eine Zentrifuge kann die Bestandteile von Suspensionen, Emulsionen und Gasgemischen trennen (siehe auch Trennverfahren).
Bei Untersuchungen in der Raumfahrtmedizin werden Humanzentrifugen verwendet, um die Beschleunigungskräfte zu simulieren, die auf die Insassen eines Raumfahrzeuges während der Startphase einwirken.

## Funktionsprinzip

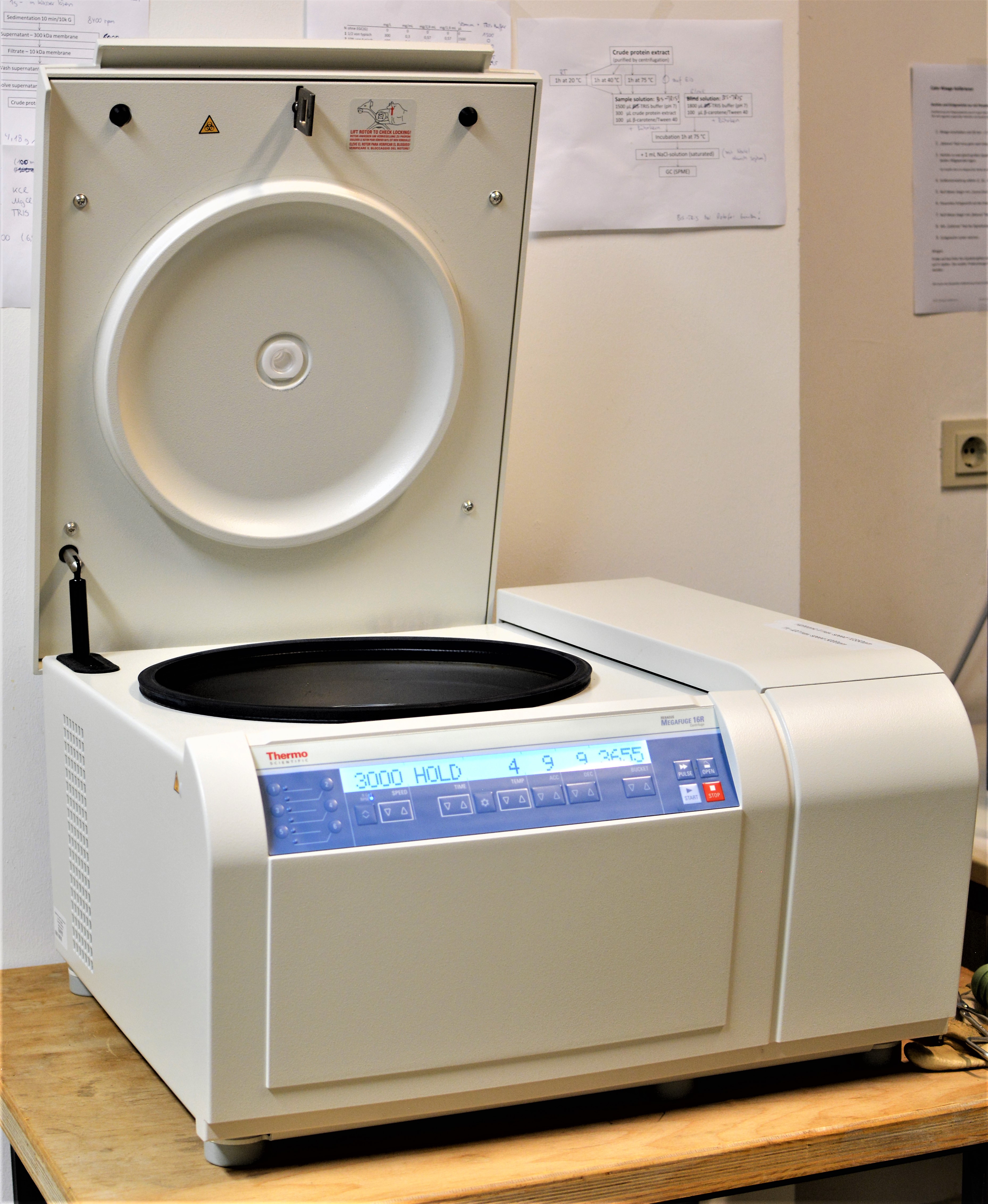
Laborzentrifuge (groß)
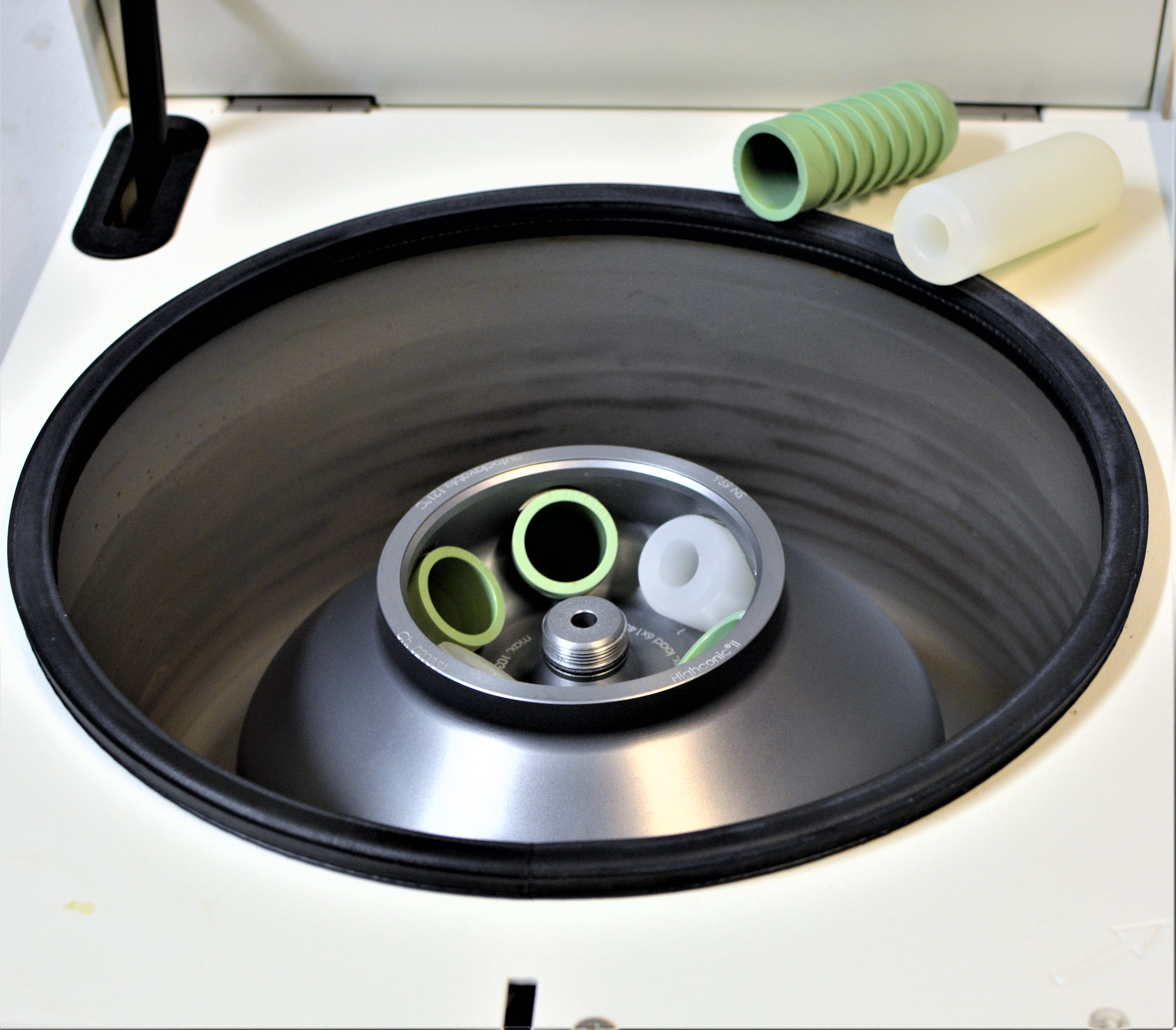
Innenraum der Laborzentrifuge
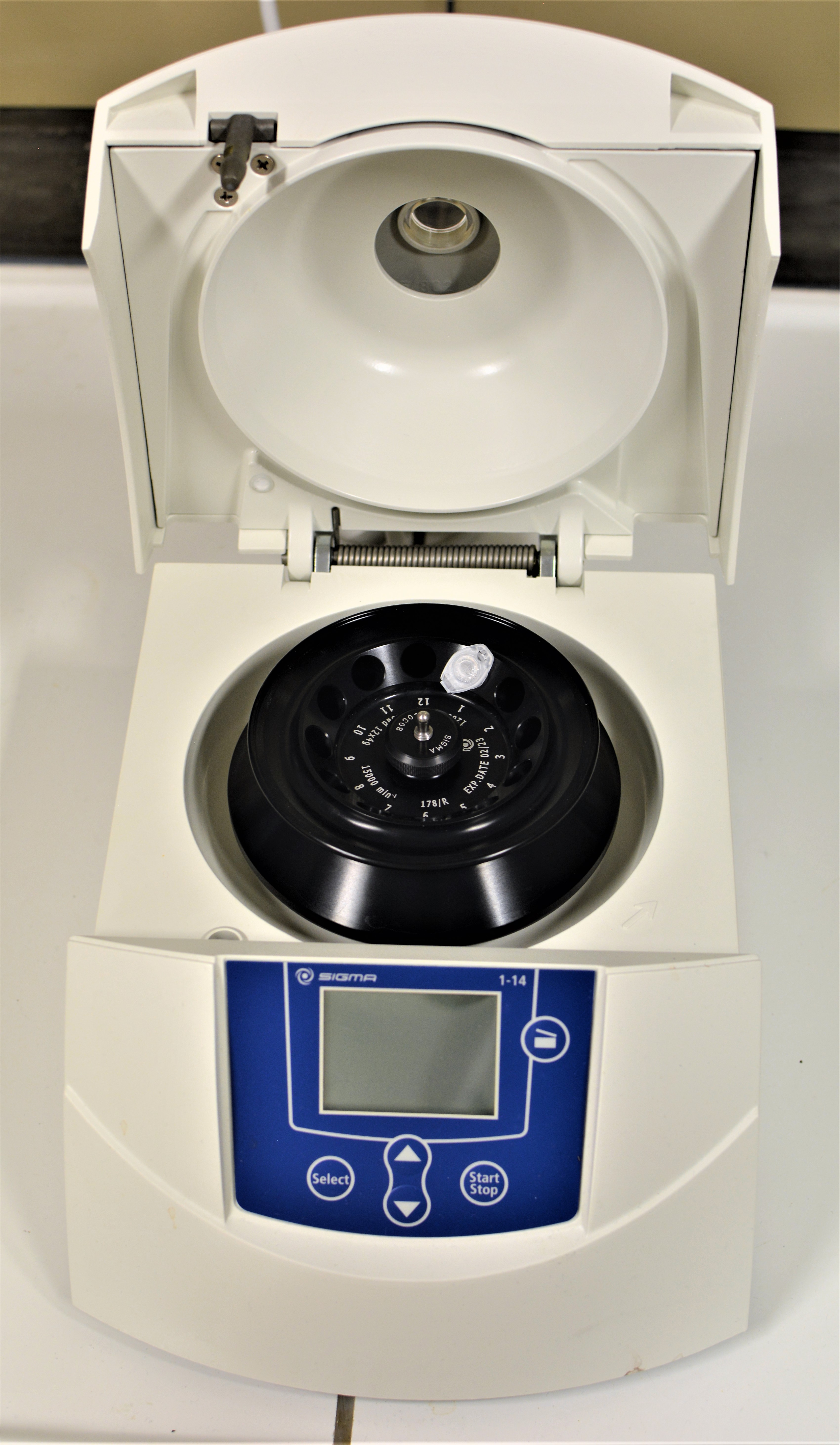
Kleine Laborzentrifuge

Zentrifugen nutzen die Massenträgheit im Zentrifugiergutraum zur Stofftrennung. Partikel oder Medien mit höherer Dichte wandern aufgrund der höheren Trägheit nach außen. Dabei verdrängen sie die Bestandteile mit niedrigerer Dichte, die hierdurch zur Mitte gelangen. Der Prozess ist gegenüber der Sedimentation durch die Schwerkraft wesentlich schneller oder wird überhaupt erst möglich – Gegenkräfte wie die Adhäsion, die thermische Molekularbewegung oder die Viskosität werden überwunden.
Die Beschleunigung {\displaystyle a} ist von der Dichte der Stoffe unabhängig. Jedoch ist die Zentrifugalkraft umso größer, je höher die Dichte des Stoffs ist. Die Stofftrennung erfolgt aufgrund der Dichteunterschiede (zum Beispiel Laborzentrifuge, Gaszentrifuge) oder durch ein die Feststoffe zurückhaltendes Sieb (zum Beispiel Wäsche- und Salatschleuder oder auch Fliehkraft-Entsafter (Fruchtsaftzentrifuge)).
Die Zentrifugalbeschleunigung {\displaystyle a_{z}} eines Körpers in einer Zentrifuge als Wirkung der Zentrifugalkraft ist vom Abstand {\displaystyle r} des Körpers von der Drehachse und von der Winkelgeschwindigkeit {\displaystyle \omega } abhängig, sie steigt linear mit dem Abstand im Zentrifugiergutraum von der Drehachse. Außerdem steigt sie quadratisch mit der Winkelgeschwindigkeit oder der Drehzahl {\displaystyle n}:
{\displaystyle a_{Z}\,=\,r\,\omega ^{2}\,=\,4\pi ^{2}r\,n^{2}} .
Sie kann also durch die Vergrößerung des Radius des Zentrifugiergutraums und die Erhöhung der Drehfrequenz vergrößert werden. Dadurch steigen allerdings auch die Kräfte auf den Rotor an, die sich aus der bewegten Masse insbesondere des Zentrifugiergutes und der Zentrifugalbeschleunigung ergeben.
Von der Umfangsgeschwindigkeit {\displaystyle v_{u}} des Zentrifugiergutes sind die Zentrifugalbeschleunigung und die verursachte Zentrifugalkraft  folgendermaßen abhängig:
{\displaystyle a_{Z}={\frac {v_{u}^{2}}{r}}} und {\displaystyle F_{Z}={a_{Z}}{m}}
Diese Umfangsgeschwindigkeit ist entscheidend für den Luftwiderstand. Dies führt dazu, dass viele Zentrifugen nur im Vakuum arbeiten können.
Die Zentrifugalbeschleunigung ist außen, das heißt an der Stelle im Zentrifugierraum am höchsten, an der das abzuscheidende Gut schon das Ziel erreicht hat. An der Stelle der geringsten Zentrifugalbeschleunigung (weiter innen) hat das abzuscheidende Gut noch den weitesten Weg vor sich. Die zur Stofftrennung erforderliche Zentrifugierzeit wird also nicht allein durch die Drehzahl, sondern – neben anderen Größen – auch vom geringsten Abstand des Zentrifugierguts von der Drehachse bestimmt.
Gebräuchlich ist die Angabe der Beschleunigung als Vielfaches der mittleren Erdbeschleunigung {\displaystyle g}. {\displaystyle 1000\,g} bedeutet zum Beispiel, die maximale Beschleunigung in einer Zentrifuge beträgt das 1000fache der Erdbeschleunigung. Dieser Faktor wird im Ingenieurbereich oft als Schleuderziffer bezeichnet, obwohl sie keine Ziffer, sondern eine Zahl ist.
In der DIN 58970-2 wird in diesem Zusammenhang die Relative Zentrifugalbeschleunigung (kurz RZB) genannt. Diese Größe wird ebenfalls als Vielfaches des mittleren Wertes von {\displaystyle g} angegeben und heute in den meisten Gerätedokumentationen verwendet. Nach der DIN kann der RZB-Wert („Schleuderziffer“) mittels folgender Formel errechnet werden, die sich leicht aus obiger Formel errechnen lässt (hier ist R der Radius in Zentimetern und N die Drehzahl in Umdrehungen pro Minute):
{\displaystyle RZB\,=\,{\frac {4\pi ^{2}}{g}}\,r\,n^{2}\,\approx \,0{,}00001118\,R\,N^{2}} .
Verwendet man SI-Basiseinheiten auch für {\displaystyle r} (m) und {\displaystyle n} ({\displaystyle s^{-1}}), so ergibt sich für RZB:
{\displaystyle RZB\,\approx \,4{,}0257\,r\,n^{2}~.}
Für die vereinfachte Anwendung der Umrechnung gibt es zwei Möglichkeiten:
Die Verwendung von Umrechnungstabellen, bei denen mit Angabe des Zentrifugierradius sowie entweder der Drehzahl (Umdrehung pro Minute; international gebräuchlich: revolutions per minute bzw. rpm) oder der relativen Zentrifugalbeschleunigung (RZB; international gebräuchlich: relative centrifugal force bzw. rcf) der jeweils andere Wert ermittelt werden kann.
Moderne Laborzentrifugen besitzen zudem eine automatische Umrechnung von RZB in die entsprechende Drehzahl, diese Funktion ist meistens mit „rcf/rpm“ gekennzeichnet.
Unterschieden werden die Industriezentrifugen in Filterzentrifugen und Sedimentationszentrifugen. Bei der Filterzentrifuge ist die Trommel gelocht und im inneren mit einem geeigneten Filtereinsatz belegt, zum Beispiel ein Filtertuch, Drahtgewebe oder Spaltsieb. Dabei fließt die Suspension durch den Einsatz und die Trommelwand von innen nach außen, somit wird der Feststoff zurückgehalten und wird dann je nach Zentrifugenbauart entfernt. Zu den Filterzentrifugen zählen unter anderem die Pendelzentrifuge und Schälzentrifuge.
Bei der Sedimentationszentrifuge ist die Trommel als Vollmanteltrommel ausgeführt. Die Zentrifugen werden zur Klärung von Suspensionen eingesetzt. Für die Beschleunigung des natürlichen Absetzvorgangs von Suspensionen wird die Zentrifugalkraft genutzt. Zudem gibt es sogenannte Überlaufzentrifugen, bei denen die Suspension konstant zu- und die klare Flüssigkeit abgeführt wird. Zu den Sedimentationszentrifugen gehört die Röhrenzentrifuge.

## Anwendungen

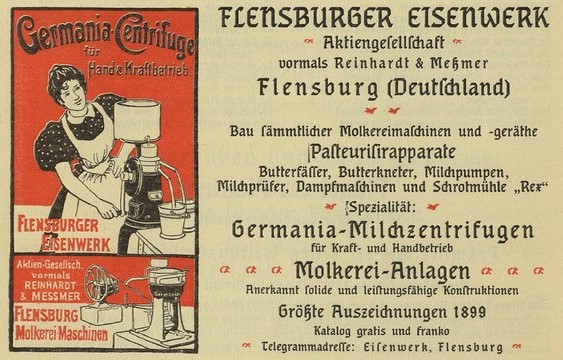
Flensburger Eisenwerk (1900)

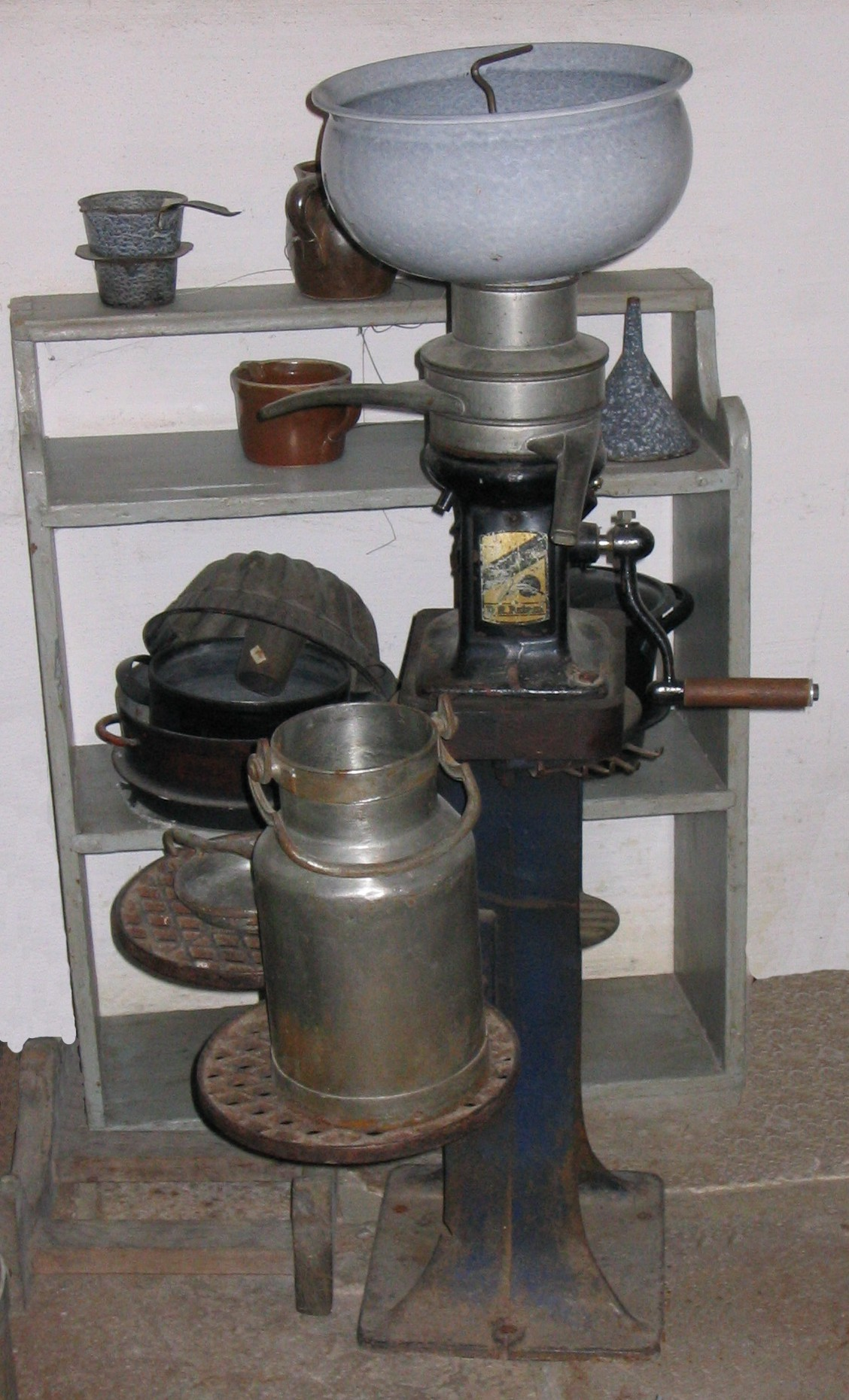
Zentrifuge für Milch

Beispiele für Zentrifugen im Haushalt sind die Salatschleuder, die Wäscheschleuder und die Fruchtsaftzentrifuge. Das nasse Gut (Salat, Wäsche, Trester) wird in einer gelochten Trommel so schnell gedreht, dass es an deren Wand gepresst wird und Wasser oder Saft durch die Löcher nach außen abfließt. Dadurch wird die Adhäsion der Flüssigkeit zu den Feststoffen überwunden. Diese, und auch Laborzentrifugen besitzen einen Direktantrieb.
Olivenöl und Separatorenfleisch werden ebenfalls auf diese Weise vom Trester (im Decanter) oder von Flüssigkeiten (im Separator) getrennt; nach dem gleichen Prinzip gewinnen Imker mit einer Honigschleuder den Honig. Ein weiteres Einsatzgebiet für Zentrifugen ist die Molekularküche.
In der metallverarbeitenden Industrie werden Zentrifugen zum Entölen von Metallspänen genutzt, wobei ein Durchsatz bis zu zehn Tonnen pro Stunde im vollautomatischen Betrieb erreichbar ist. Dabei wird zwischen kontinuierlich und chargenweise beschickten Abläufen unterschieden. Die kontinuierlich arbeitenden Zentrifugen haben eine Zentrifugentrommel, an deren größtem Durchmesser die Flüssigkeit (z. B. Öl) durch ein Sieb austreten kann. Die getrockneten Metallspäne werden etwas oberhalb davon aus der Trommel geschleudert. An der Stelle des Flüssigkeitsaustritts ist die Zentrifuge so aufgebaut, dass die Flüssigkeit getrennt ablaufen kann. Die getrockneten Späne fallen unten aus dem offenen Zentrifugengehäuse heraus.
Chargenweise arbeitende Zentrifugen werden typisch mit befüllten Trommeln oder vergleichbaren (gelochten) Schalen beschickt, die in geeignete Aufnahmen in den Zentrifugen gesetzt werden. Die Flüssigkeit kann aus den Trommellöchern austreten und ablaufen. Die getrockneten Späne bleiben in der Trommel und werden in ihr aus der Zentrifuge entnommen.
Galvanische Betriebe setzen manuelle und vollautomatische Zentrifugen zum Trocknen von Schüttgut wie Schrauben, Nieten usw. ein. Bei schöpfenden Teilen (z. B. mit Sacklöchern) kann es nötig sein, die Teile so umzulagern, dass alle Flüssigkeit aus den Vertiefungen auslaufen und abgeschleudert werden kann. Dazu gibt es Zentrifugen, die den Abschleuderraum schwenken können und mit langsamer Drehzahl (z. B. 20–40 rpm) die Teile schonend umwälzen. Anschließend erfolgt in gerader Stellung bei hohen Drehzahlen das Abschleudern der Flüssigkeiten. Dieser Vorgang kann mehrfach wiederholt werden.
Extrem große Zentrifugen mit einem Füllgewicht von bis zu 1.750 kg werden in der Zuckerindustrie eingesetzt. Darin werden Zuckerkristalle von dem anhaftenden Sirup getrennt. Diese Zentrifugen sind heute überwiegend mit einer SPS und frequenzgesteuerten Antrieben ausgerüstet. Außerdem werden Großzentrifugen beispielsweise zur Entwässerung von Klärschlamm in kommunalen Kläranlagen, in der chemischen Industrie oder im Bergbau zum Trennen von Mineralien eingesetzt.
In Industrie, Technik und im Labor werden Zentrifugen zur Stofftrennung aufgrund unterschiedlicher Dichten eingesetzt. Beispielsweise wird damit Kuhmilch in Sahne und fettreduzierte Milch getrennt (erfunden 1877 von Wilhelm Lefeldt).
Neben einer Trennung von Flüssigkeiten verschiedener Dichte werden Laborzentrifugen zur Abtrennung von Feststoffen aus einer Flüssigkeit verwendet. Man gibt dazu das Gemisch in Zentrifugenröhrchen, die deutlich dickwandiger und damit stabiler sind als Reagenzgläser.
Früher wurden Laborzentrifugen mit einer Kurbel angetrieben, heute durch einen Elektromotor. Die Zentrifugation wird oft der Filtration vorgezogen, etwa wenn stark saure Lösungen Papierfilter angreifen würden oder wenn die Entsorgung des Schlammes sortenrein, also ohne zusätzlichen Filterhilfsstoff, erfolgen soll. Auch voluminöse und gelartige Feststoffe, die Filterporen schnell zusetzen würden, kann man durch Zentrifugation abtrennen, wenn die Dichtedifferenz zur umgebenden Flüssigkeit ausreichend hoch ist.
Die Ultrazentrifuge wurde von Theodor Svedberg entwickelt, der damit die Sedimentationsgeschwindigkeiten von Makromolekülen und damit ihre ungefähre molare Masse bestimmte. Er erhielt 1926 den Nobelpreis. Ultrazentrifugen rotieren sehr schnell, mit bis zu 500.000/min. Ihr Rotor befindet sich im Vakuum, um die Luftreibung zu vermeiden.
Zur Isotopentrennung werden unter anderem Gaszentrifugen verwendet.
Die Röhrenzentrifuge trennt Stoffe unterschiedlicher Dichte in einem halb-kontinuierlichen Verfahren.
Große Zentrifugen werden in Beschleunigungstests für Piloten und Astronauten eingesetzt, um die beim Start, bei Flugmanövern und beim Wiedereintritt in die Atmosphäre wirkenden Kräfte, die ein mehrfaches der Erdanziehungskraft betragen, zu simulieren. In der experimentellen Bodenmechanik werden Zentrifugen zur Simulation des Erddrucks eingesetzt.

## Gefahren, Sicherheit
Aufgrund der großen kinetischen Energie von schnell drehenden Rotoren sind Sicherheitsvorkehrungen nötig. Je stärker die Zentrifugalkräfte in einer Zentrifuge sind, desto stabiler müssen Rotorkessel und Deckel gebaut sein. Kessel und Geräte-Gehäuse müssen selbst im Fall eines berstenden Rotors die Umgebung der Zentrifuge vor Verletzung bzw. Beschädigung schützen. Kessel aus Edelstahl sind hierbei im Fall eines Rotorbruchs weitaus stabiler und somit für den Anwender sicherer als günstig hergestellte Kunststoff-Kessel.
Durch eine symmetrische Gewichtsbeladung des Rotors (Austarierung der Proben vor der Zentrifugation) kann das Risiko einer Unwucht während des Zentrifugenlaufs deutlich reduziert werden. Insbesondere bei leistungsstarken Labor-Zentrifugen ist häufig eine automatische Unwuchterkennung eingebaut. Bei auftretender Unwucht wird der Zentrifugenlauf sofort automatisch abgebrochen.
Labor-Zentrifugen oder auch Wäscheschleudern lassen sich meist nicht öffnen, solange sich der Rotor dreht. Mit dem Deckel gekoppelte Sicherheitsschalter und/oder Bremsen verhindern eine Rotation bei geöffnetem Gehäuse.
Die Sicherheit von Zentrifugen ist in der europäischen Norm EN 12547 geregelt. Außerdem werden Sicherheitsnormen durch die Berufsgenossenschaften wie z. B. der Zucker-Berufsgenossenschaft festgelegt.